# Ichiko Hashimoto
Ichiko Hashimoto  (jap. 橋本 一子, Hashimoto Ichiko; * 1. Juli 1952 in Kōbe) ist eine japanische Pop-, Fusion- und Jazzmusikerin (Piano, Gesang, Synthesizer, Komposition, Arrangement), die sich auch als Schauspielerin betätigte.
Ichiko Hashimoto, die in Tokyo aufwuchs, spielte ab fünf Jahren Klavier und studierte Musik an der Tokioter Musashino Academia Musicae. Sie arbeitete in den späten 1970er-Jahren mit Yoshio Ikeda, mit dem auch erste Plattenaufnahmen entstanden (Sketch of My Life, 1978), außerdem mit Akira Sakata, Keizo Inoue, Kazumi Watanabe und Yōsuke Yamashita. Sie spielte in den frühen 1980er-Jahren auch in der Elektronik- und Experimentalband Colored Music; 1981 erschien das gleichnamige Album. 1984 legte sie bei JVC Records ihr Debütalbum Ichiko vor, das Eigenkompositionen enthielt. Ebenfalls 1984 veröffentlichte sie das von Kazumi Watanabe produzierte Soloalbum Beauty (Domo). Auf ihren späteren Alben bewegte sie sich stilistisch mehr im Pop- und Electronica-Idiom. Außerdem schrieb sie Filmmusik zur Serie RahXephon und deren Kinofilm, in denen sie auch eine Sprechrolle übernahm, wie auch 2012 bei Lupin III.: The Woman Called Fujiko Mine. Im Bereich des Jazz listet der Diskograf Tom Lord zwischen 1978 und 1994 ihre Beteiligung an 14 Aufnahmesessions. 2019 verantwortete sie die Musik für den Film Tezuka’s Barbara.